# Vaalserberg
El Vaalserberg ("Monte de Vaals") es una colina de 322,4 metros de altura, el punto más alto de Países Bajos en el continente europeo; el punto más alto del reino es el monte Scenery, en la isla de Saba, con 887 metros de altura. Se encuentra en la provincia de Limburgo, en el extremo sureste del país, en el municipio de Vaals, cerca de la ciudad homónima, a unos tres kilómetros al oeste de Aquisgrán.

## Trifinio
El Vaalserberg es también significativo por tratarse del punto donde confluyen las fronteras de tres países (trifinio), de forma que a su cima se le da el nombre de Drielandenpunt ("Punto de los Tres Países", en neerlandés) o Dreiländereck en alemán.
Los países cuyas fronteras confluyen son los Países Bajos, Bélgica y Alemania. Entre 1830 y 1919 fue incluso un Vierlandenpunt o "Punto de los Cuatro Países" (véase Moresnet, el actualmente desaparecido cuarto país). Esta intersección de fronteras ha hecho que el Vaalserberg sea una conocida atracción turística en los Países Bajos con una torre en el lado belga, la Boudewijntoren (torre de Balduino), que ofrece una gran vista del paisaje circundante.

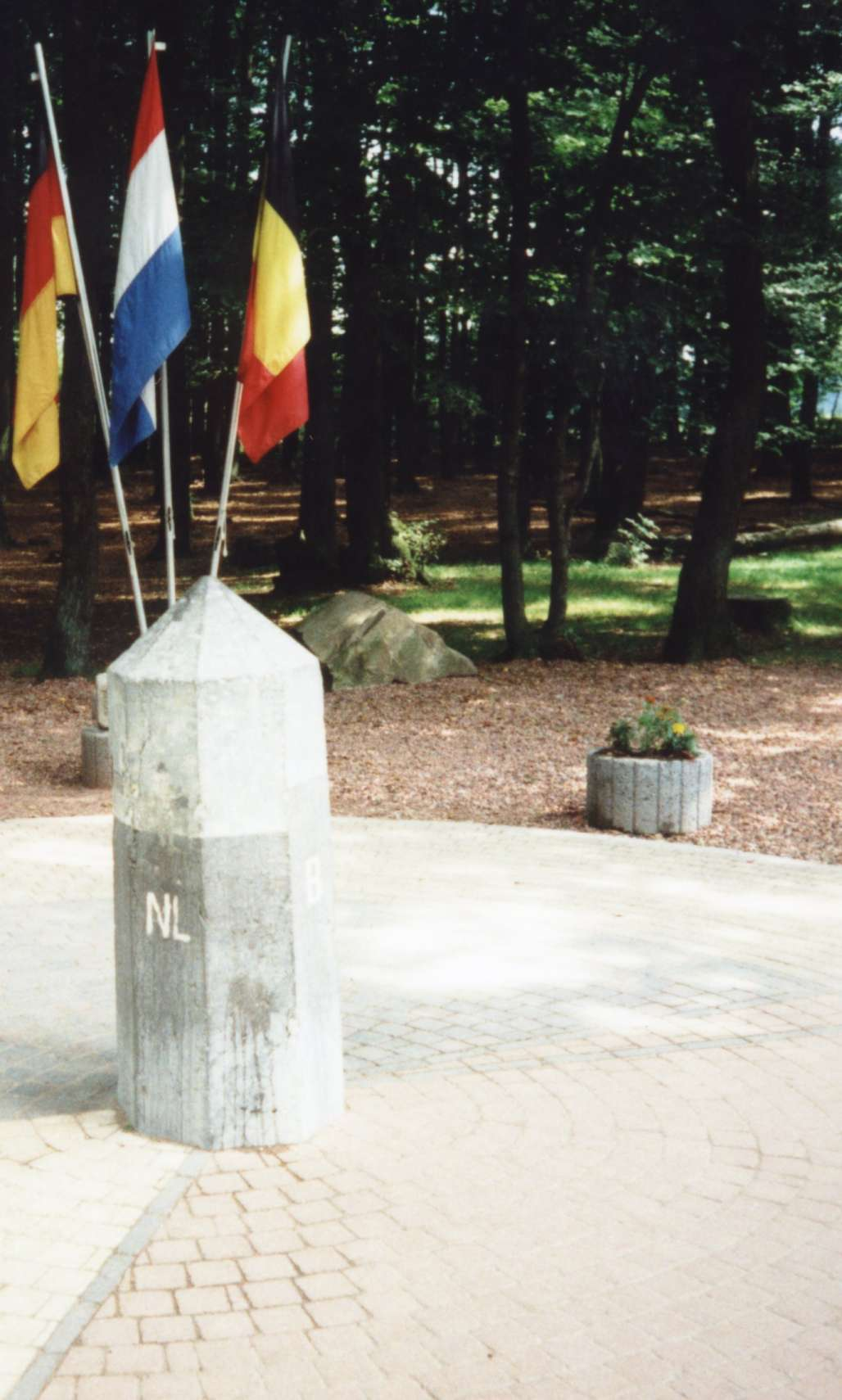
El Drielandenpunt.

- Datos: Q159860
- Multimedia: Vaalserberg / Q159860